# Hedyotis tuyamae
Hedyotis tuyamae là một loài thực vật có hoa trong họ Thiến thảo. Loài này được Hosok. mô tả khoa học đầu tiên năm 1938.